# 索塔拉 (考卡省)
索塔拉是哥倫比亞的城鎮，位於該國西南部，由考卡省負責管轄，始建於1870年，面積574平方公里，海拔高度2,726米，主要經濟活動是農業和畜牧業，2005年人口15,894。
2°15′N 76°35′W / 2.250°N 76.583°W